# Kostel svatého Václava (Votice)
Kostel svatého Václava ve Voticích je římskokatolický farní kostel v barokní podobě z poloviny 18. století. Nachází se na Kaplířově náměstí v blízkosti starého zámku ve středočeských Voticích v okrese Benešov. Původně gotický kostel je nejstarší stavbou ve městě. Chrám spravuje Římskokatolická farnost Votice, vikariát Benešov.

## Historie

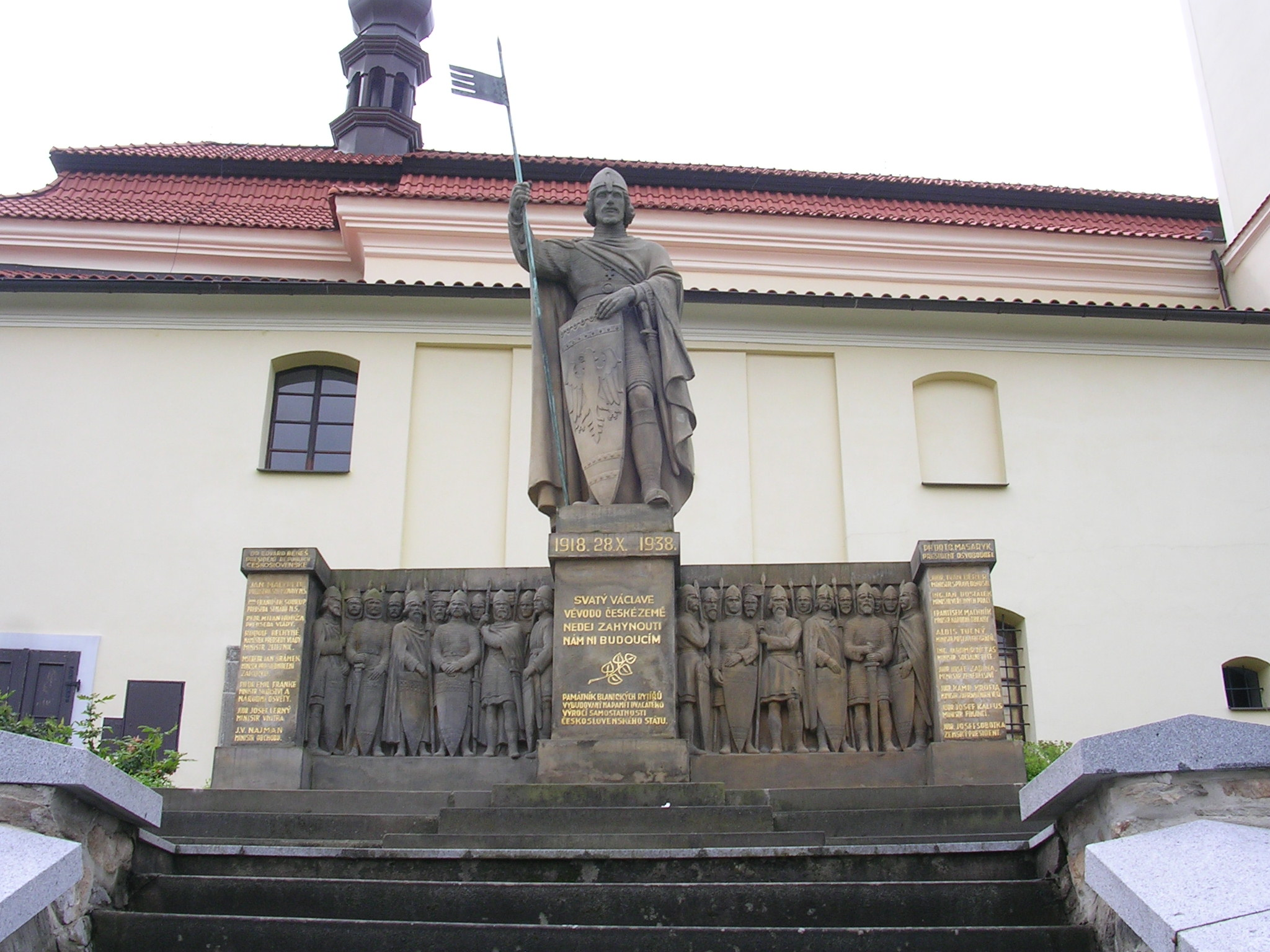
Pomník svatého Václava a blanických rytířů od Čeňka Vosmíka u kostela svatého Václava

Votický kostel vznikl na počátku 13. století v gotickém slohu. Po požáru v roce 1731 se zachovala pouze křtitelnice ze 14. století a dva náhrobní kameny z roku 1572. Následně byl kostel barokně přestavěn a na severní straně byla v roce 1755 přistavěna kaple sv. Jana Nepomuckého.
Současná dominantní věž kostela s vyhlídkou, byla původně nižší, v horní části dřevěná. Byla zvýšena v roce 1894, současně byly instalovány hodiny a cibulová střecha. Na 35 metrů vysokou věž místními zvanou "Václavka" vede 135 schodů.